# Lauda (dicsének)

## Lauda (dicsének)
A lauda valamely személyt, dolgot, jelenséget, eseményt magasztaló, gondolat- és érzelemgazdag, emelkedett hangvételű, zenei dallamhoz kötött lírai költemény.
 
A kereszténységben vallásos lírai vagy dramatikus dicsőítő ének, rendszerint ballata-formában, a XIII-XV. századból.

Példa 
- Lauda Sion Salvatorem <latin>: 12 = (9 6soros + 2 8soros + 1 11soros) versszakos római katolikus egyházi dicsérő ének az oltáriszentség tiszteletére, melyet úrnapján is szokás énekelni. Az első sor magyarul: 'Dicsérd Sion a Megváltót'.

A lauda a XII-XIII. század nagy népi vallásos mozgalmainak idején keletkezett. Szülőhazája a mai Olaszország középső része (Umbria), és eredete szorosan összefügg a ferences rend fellépésével és a flagelláns mozgalmakkal. Jellegzetesen lírikus műfaj és legtöbbször strófákból áll. Általában a szöveg és a zene egyszerre született, de kedvelt és népszerű népdalokra is alkalmaztak vallásos szöveget.
 
A laudáknak az a típusa jelentős szerepű, amelynek szövege párbeszédből áll. Ezekben a dalokban a versszakok a két szereplő (pl. a halál és a bűnös lélek, a hivő és az Isten, az angyal és Szűz Mária) párbeszédét alkotják. Ezekben a laudákban csak a szöveg párbeszéd, a versszakok dallama változatlan.

A szigorúan vett párbeszédeken kívül van e laudák között olyan is, amelyben az egymásnak válaszolgató részeket „személytelen", elbeszélő-magyarázó részek szakítják meg.

Innen már csak egy - igaz, több évszázados - lépés ahhoz, hogy a párbeszédes
lauda egy-egy részét a kórus különböző csoportjaitól halljuk (oratórium). 